# Mario Casariego y Acevedo

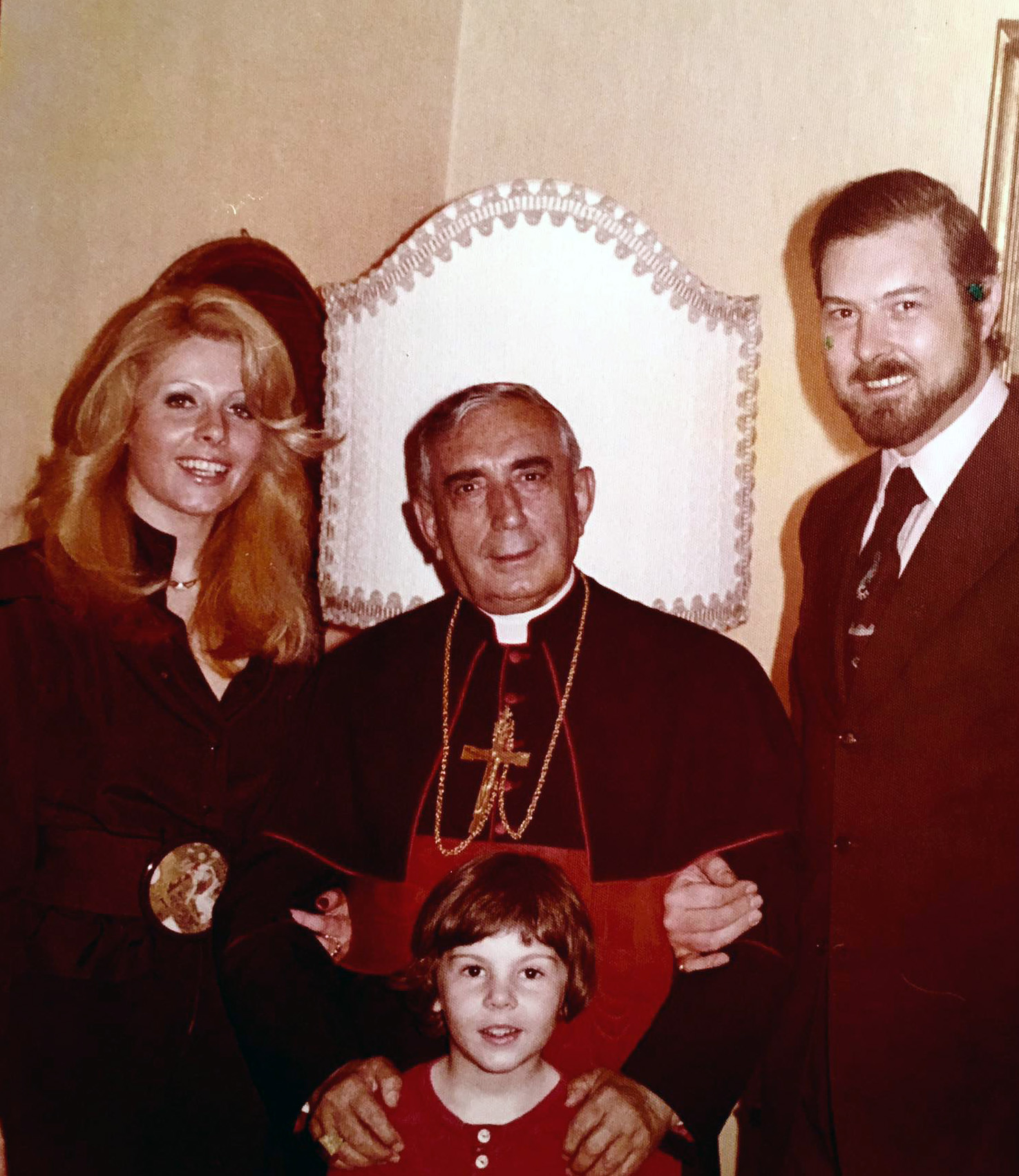
Mario Kardinal Casariego y Acevedo (Mitte) mit Verwandten (1973)

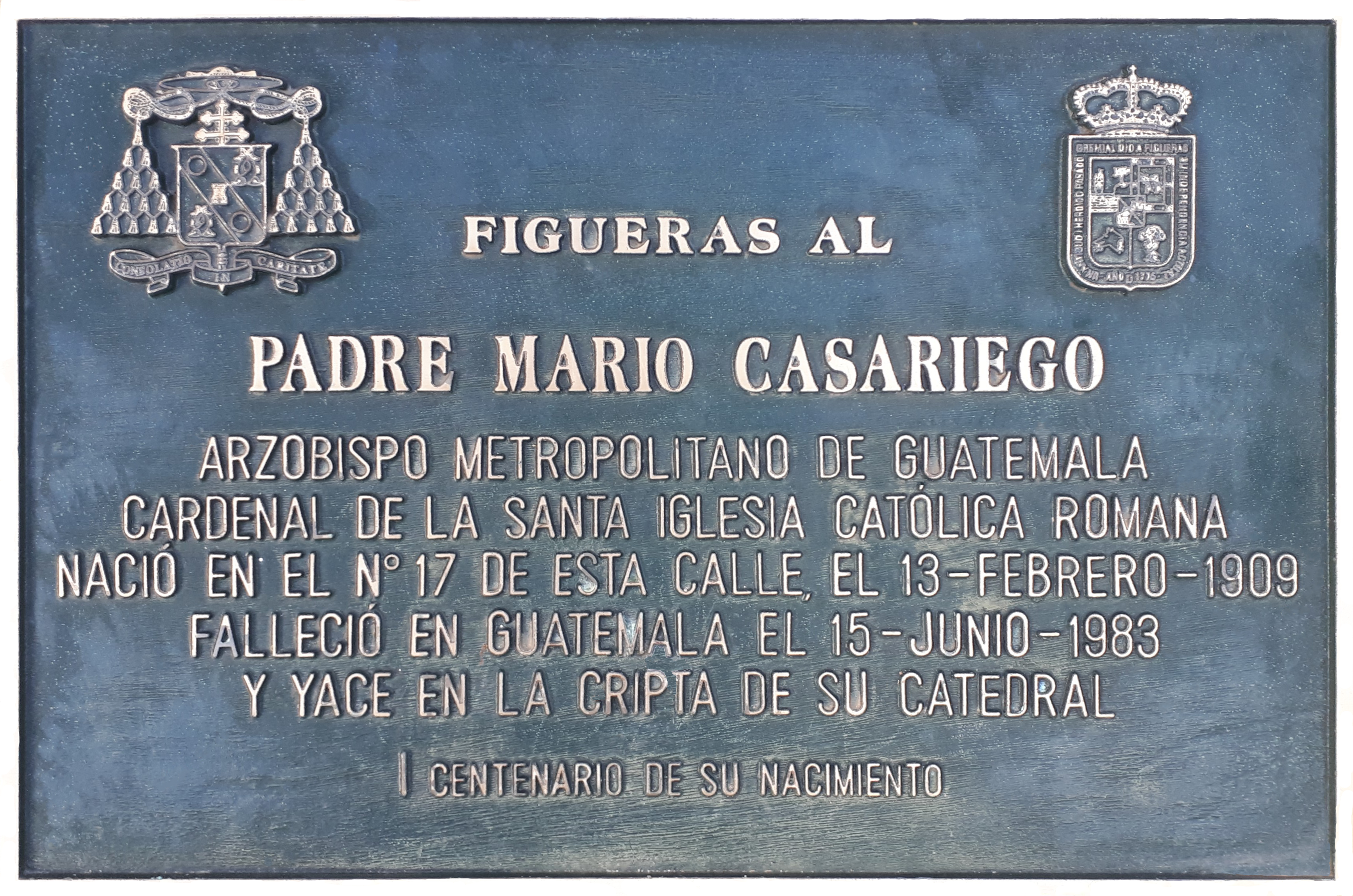
Gedenktafel am Geburtshaus von Kardinal Mario Casariego y Acevedo, anlässlich seines 100. Geburtstages von der Gemeinde Figueras de Castropol gestiftet

Mario Kardinal Casariego y Acevedo CRS (* 13. Februar 1909 in Figueras de Castropol, Spanien; † 15. Juni 1983 in Guatemala-Stadt) war Erzbischof von Guatemala.

## Leben
Mario Casariego trat 1924 in den Orden der Somasker ein und studierte in Bergamo, Genua und San Salvador die Fächer Philosophie und Katholische Theologie. Er empfing am 19. Juli 1936 das Sakrament der Priesterweihe und arbeitete anschließend am Institut La Ceiba in San Salvador, dem er in den Jahren 1948 bis 1954 auch als Rektor vorstand. Von 1954 bis 1957 war er Berater seines Ordens, von 1957 bis 1958 versah er als Provinzial die Leitung des Ordens in Zentralamerika.
1958 ernannte ihn Papst Johannes XXIII. zum Titularbischof von Pudentiana und zum Weihbischof in Guatemala. Die Bischofsweihe spendete ihm am 27. Dezember 1958 im Petersdom Papst Johannes XXIII. persönlich; Mitkonsekratoren waren Girolamo Bartolomeo Bortignon OFMCap, Bischof von Padua, und Gioacchino Muccin, Bischof von Feltre e Belluno. In derselben Feier empfing auch Albino Luciani, Bischof von Vittorio Veneto, später Kardinal und als Johannes Paul I. Papst, die Bischofsweihe. Papst Paul VI. setzte Casariego y Acevedo 1963 als Titularerzbischof von Perge und Koadjutor-Erzbischof des Erzbistums Guatemala ein, dessen Leitung Mario Casariego 1964 übernahm. Er war Teilnehmer am Zweiten Vatikanischen Konzil. Im Jahre 1968 war Mario Casariego mehrere Tage Gefangener der rechtsextremen Terroristengruppe Mano Blanca (span.: Weiße Hand). 1969 nahm ihn Papst Paul VI. als Kardinalpriester mit der pro hac vice zur Titelkirche erhobenen Titeldiakonie Santa Maria in Aquiro in das Kardinalskollegium auf.
Mario Casariego starb am 15. Juni 1983 in Guatemala-Stadt und wurde in der dortigen Kathedrale beigesetzt.